# ベルリン国立バレエ団
ベルリン国立バレエ団（ドイツ語: Staatsballett Berlin、英語: Berlin State Ballet）は、ベルリンを拠点とするドイツ最大規模のバレエ団である。2004年に３つのバレエ団を統合して誕生した。所属ダンサーは84人。

## 概要
2004年、ベルリンにある「ベルリン国立歌劇場」「ベルリン・ドイツ・オペラ」「ベルリン・コーミッシェ・オーパー」の3つの歌劇場のバレエ団を統合して誕生した。西欧で最大規模のバレエ団である。先の３つの歌劇場とともに財団法人オペラ・イン・ベルリンに属している。芸術監督は、世界各国のバレエ団でプリンシパルとして活躍してきたヴラジーミル・マラーホフが就任した。
ドイツ国内はもとより、ポリーナ・セミオノワなど世界各国から実力派ダンサーが多く入団し、ヨーロッパで最も勢いのあるバレエ団である。
日本人では中村祥子が2006年8月にソリストとして入団、2007年からはプリンシパルに昇格して活躍中である。他に、デミ・ソリストに寺井七海、菅野茉里奈、コール・ド・バレエに針山愛美、須山あおい、Mari Kawanishiらが在籍する。
ダンサーの階級
1. 第１ソリスト（プリンシパル）
2. ソリスト
3. デミ・ソリスト（準ソリスト）
4. コール・ド・バレエ

上記の他に、演技力が求められるキャラクター・ソリストが存在する。

## 主なレパートリー
レパートリーはクラシック・バレエからコンテンポラリーまで幅広い。
クラシック・バレエ／ネオクラシカル・バレエ
- 「白鳥の湖」 ー 振付: マリウス・プティパ、改訂振付: Patrice Bart、作曲: ピョートル・チャイコフスキー。人間の女に興味を示さず、白鳥の姿をしたオデットを愛する王子を女王は嫌悪し、首相ロットバルトに相談して娘のオディールを変装させるというもの[4]。
- 「La Esmeralda」 ー 振付: マリウス・プティパ、改訂振付: Yuri Burlaka、Vasily Medvedev、作曲: チェーザレ・プーニ
- 「La Péri」 ー 振付: ヴラジーミル・マラーホフ、作曲: ヨハン・ブルグミュラー
- 「オネーギン」 ー 振付: ジョン・クランコ、作曲: ピョートル・チャイコフスキー

コミック・バレエ
- 「オズの魔法使い」（原題: OZ - The Wonderful Wizard） ー 振付: Giorgio Madia、作曲: ドミートリイ・ショスタコーヴィチ
- 「眠れる森の美女」（原題: Märchenballett ab 4） ー 振付: マリウス・プティパ、改訂振付: Kathlyn Pope、作曲: ピョートル・チャイコフスキー

コンテンポラリー・バレエ
- 「Caravaggio」 ー 振付: Mauro Bigonzetti、作曲: Bruno Moretti
- 「白雪姫」(原題: Schneewittchen) ー 振付: Angelin Preljocaj

## 主な所属ダンサー
- ヴラジーミル・マラーホフ
- Iana Salenko
- ポリーナ・セミオノワ
- 中村祥子
- Elisa Carrillo Cabrera
- Beatrice Knop
- Nadja Saidakowa

## 人種差別的な演目への対応
2021年、クリスマス公演の定番である「くるみ割り人形」について、人種差別的要素があるとして演目から除外することを表明した。これは第2幕第6曲の「中国の踊り」にて、滑稽な扮装と誇張された舞踊、肌の色を黄色で扮装などステレオタイプな中国人像を演じていることを問題視したものである。これに先立ち、バレエ団は同団初の黒人ダンサーに白塗りの化粧を要請していたことが表面化して問題となり、和解金を支払っていた経緯もあった。